# Köljesjön, Medelpad
Köljesjön är en sjö i Ånge kommun i Medelpad och ingår i Ljungans huvudavrinningsområde. Sjön har en area på 0,234 kvadratkilometer och ligger 280,1 meter över havet. Sjön avvattnas av vattendraget Köljeån.

## Delavrinningsområde
Köljesjön ingår i det delavrinningsområde (691449-147248) som SMHI kallar för Utloppet av Köljesjön. Medelhöjden är 311 meter över havet och ytan är 3,29 kvadratkilometer. Räknas de 3 avrinningsområdena uppströms in blir den ackumulerade arean 30,03 kvadratkilometer. Köljeån som avvattnar avrinningsområdet har biflödesordning 2, vilket innebär att vattnet flödar genom totalt 2 vattendrag innan det når havet efter 155 kilometer. Avrinningsområdet består mestadels av skog (82 procent) och sankmarker (11 procent). Avrinningsområdet har 0,24 kvadratkilometer vattenytor vilket ger det en sjöprocent på 7,1 procent.